# Боровский-Бродский, Давид Львович
В википедии есть статья о театральном художнике и графике-иллюстраторе Давиде Борисовиче Боровском
Дави́д Льво́вич Боро́вский-Бро́дский (2 июля 1934, Одесса, СССР — 6 апреля 2006, Богота, Колумбия) — советский и российский театральный художник, сценограф

. Народный художник Российской Федерации (1994), Народный художник Украины (2004), Лауреат Государственной премии Российской Федерации (1998) и Премии Президента Российской Федерации в области литературы и искусства (2003).

## Биография
Родился 2 июля 1934 года в Одессе. С 1947 по 1950 год учился в Киевской художественной школе.
С 15 лет начал работать в театрах Киева (в том числе в театре имени Леси Украинки).
Первый спектакль в его постановке появился в 1956 году — это была пьеса Эдуардо Де Филиппо «Ложь на длинных ногах» в постановке Ирины Молостовой.
В следующее десятилетие художник работал во многих киевских театрах. В 1965 году появился первый его оперный спектакль (на сцене Театра имени Шевченко) — это была «Катерина Измайлова» Шостаковича в постановке той же Ирины Молостовой. Шостакович очень ценил этот спектакль.
В 1966 году Давид Боровский переехал в Москву по приглашению Бориса Львова-Анохина. В течение года он был главным художником театра имени Станиславского. С 1967 года в течение 30 лет Давид Боровский работал в театре на Таганке, где вместе с Юрием Любимовым создал ряд самых знаменитых спектаклей — «Живой» по Борису Можаеву, «А зори здесь тихие» по повести Бориса Васильева, «Гамлет».
Давид Боровский сотрудничал и с другими крупнейшими режиссёрами — Львом Додиным («Демон», Король Лир", «Дядя Ваня», «Молли Суини»), Анатолием Эфросом («Дон Жуан», «Эшелон»), Валерием Фокиным («Валентин и Валентина», «Навеки девятнадцатилетние», «Шинель»), Иосифом Райхельгаузом («А поутру они проснулись», «1945»), Леонидом Хейфецем («Восточная трибуна»), Галиной Волчек («Плаха». «Звезды на утреннем небе»).
С 5 сентября 2002 года являлся главным художником МХАТ им. А. П. Чехова на общественных началах.
Умер от инфаркта 6 апреля 2006 года в Боготе (Колумбия), куда приехал на открытие своей персональной выставки. Похоронен 13 апреля в Москве на Троекуровском кладбище.

### Семья
- Жена — Марина Боровская (Мася Исааковна Писная; 1938—2012), создатель музея-мастерской Боровского[2].
  - Сын — Александр Боровский (род. 1960), российский театральный художник, сценограф. Заслуженный художник РФ, лауреат Государственной премии РФ.

## Творчество

### Киевский драматический театр им. Ивана Франко
- 1957 — «Кровью сердца» по А. Бойченко, Режиссёры: П. Пасека, Н. Кабачек
- 1958 — «Весёлка» («Радуга») Н. Зарудного, Режиссёр: Б. Балабан
- 1961 — «Оптимистическая трагедия» Всеволода Вишневского. Постановка Л. В. Варпаховского
- 1961 — «Щедрый вечер» Б. Блажека, Режиссер: Владислав Добровольский
- 1963 — "«В степях Украины» А. Корнейчука, Режиссёр: Н. Шейко

### Киевский театр русской драмы имени Леси Украинки
- 1956 — «Ложь на длинных ногах» Э. Де Филиппо, Постановка — Ирины Молостовой
- 1956 — «Когда цветёт акация…» Н. Винникова, Постановка — Ирины Молостовой
- 1959 — «Соло на флейте» И. Микитенко, Постановка — В. Фёдоров
- 1959 — «Комедия ошибок» У. Шекспира, Постановка — В. Нелли
- 1961 — «Четвёртый» К. Симонова, Постановка — М. Розин
- 1962 — «Лес» А. Островского
- 1963 — «Киевская тетрадь» В. Собко, Постановка — Н. Соколов
- 1963 — «На дне» Максима Горького. Постановка Л. В. Варпаховского
- 1963 — «Поворот ключа» М. Кундеры, Постановка — Михаила Резниковича
- 1963 — «Иду на грозу» по Д. Гранину Постановка — Михаила Резниковича
- 1964 — «Платон Кречет» А. Корнейчука Постановка — Михаила Резниковича
- 1964 — «104 страницы про любовь» Э. Радзинского Постановка — Михаила Резниковича
- 1965 — «Кто за? Кто против?…» по П. Загребельному Постановка — Михаила Резниковича
- 1965 — «Дачники» М. Горького Постановка — Михаила Резниковича
- 1966 — «Насмешливое моё счастье» Леонида Малюгина — Постановка — Михаила Резниковича
- 1967 — «Большевики» М. Шатрова, Постановка — И. Молостова
- 1970 — «Дети Ванюшина» С. Найдёнова, Постановка — Михаила Резниковича
- 1971 — «Кто-то должен» Д. А. Гранина, Постановка — Михаила Резниковича
- 1973 — «Бесприданница» А. Островского — Постановка — Михаила Резниковича
- 2006 — «Дон Кихот. 1938 год» М. Булгакова, М. Сервантеса (премьера состоялась в октябре 2006 года, после смерти Боровского)
- 2007 — «Бабье лето» А. Менчелла (премьера состоялась в ноябре 2007 года, после смерти Боровского)

### Киевский театр имени Т. Шевченко
- 1965 — «Катерина Измайлова» Д. Шостаковича, Постановка — И. Молостова

### Ленинградский драматический театр им. В. Ф. Комиссаржевской
1972 — «Приговор» («Двое в степи») по Э. Г. Казакевичу, Постановка: М. И. Резниковича

### Ленинградский театр комедии
- 1974 — «Концерт для…» М. М. Жванецкого. Постановка: М. Левитина

### Малый театр
- 1967 — «Оптимистическая трагедия» Всеволода Вишневского. Постановка Л. В. Варпаховского
- 1981 — «Ретро» А. М. Галина. Постановка Л. Е. Хейфеца
- 1984 — «Рядовые» А. А. Дударева. Постановка Б. А. Львова-Анохина
- 1985 — «Зыковы» М. Горького. Постановка Л. Е. Хейфеца

### Большой драматический театр имени Г. А. Товстоногова
- 1980 — «Игра в карты» Д.-Л. Кобурн, Постановка — Г. А. Товстоногова

### Малый драматический театр (Санкт-Петербург)
- 1986 — «Повелитель мух» У. Голдинга. Постановка Льва Додина
- 2000 — «Молли Суини» Б. Фрила. Постановка Льва Додина
- 2003 — «Дядя Ваня» А. П. Чехова. Постановка Льва Додина
- 2006 — «Король Лир» У. Шекспира. Постановка Льва Додина

### Московский академический театр имени Владимира Маяковского
- 1967 — «Мир без меня» Ю. Ф. Эдлиса, Постановка — Л. С. Танюка, Загоруйко В. В.

### Московский драматический театр им. К. С. Станиславского
- 1967 — «Хочу быть честным» Владимира Войновича, Постановка — Михаила Резниковича
- 1967 — Однажды в двадцатом Наума Коржавина, Постановка — Бориса Львова-Анохина, Михаила Резниковича
- 1968 — Каждый осенний вечер Постановка — Бориса Львова-Анохина, Михаила Резниковича
- 1968 — Исповедь молодого человека по роману Фёдора Достоевского «Подросток», Постановка — Михаила Резниковича
- 1972 — «Продавец дождя» Р. Н. Нэша Постановка Л. В. Варпаховского

### Московский драматический театр на Малой Бронной
- 1970 — «Сказки старого Арбата» А. Арбузова Постановка — А. В. Эфроса
- 1973 — «Дон Жуан» Ж.-Б. Мольера Постановка — А. В. Эфроса

### Московский театр сатиры
- 1979 — «Феномены» Григория Горина, Постановка — Андрея Миронова

### Театр на Таганке
- 1968 — «Живой» Б. Можаева
- 1969 — «Мать» по А. М. Горькому
- 1969 — «Час пик» Е. Ставинского
- 1970 — «Что делать?» по Н. Чернышевскому
- 1971 — «А зори здесь тихие» Б. Васильева
- 1971 — «Гамлет» У. Шекспира
- 1972 — «Под кожей статуи Свободы» Е. Евтушенко
- 1973 — «Товарищ, верь…» по А. Пушкину
- 1974 — «Деревянные кони» Ф. Абрамова
- 1975 — «Пристегните ремни!» Г. Бакланова и Ю. Любимова
- 1976 — «Обмен» по Ю. Трифонову
- 1977 — «Мастер и Маргарита» по М. Булгакову
- 1977 — «Перекрёсток» по В. Быкову
- 1979 — «Преступление и наказание» по Ф. Достоевскому
- 1979 — «Турандот, или Конгресс обелителей» Б. Брехта. Постановка Юрия Любимова.
- 1980 — «Дом на набережной» по Ю. Трифонову
- 1981 — «Владимир Высоцкий», поэтическое представление
- 1989 — «Пир во время чумы» А. Пушкина
- 1989 — «Дочь, отец и гитарист» Б. Окуджавы (пантомима с песнями)
- 1990 — «Самоубийца» Н. Эрдмана
- 1992 — «Электра» Софокла.
- 1995 — «Медея» Еврипида
- 1998 — «Шарашка» (главы романа «В круге первом» А. И. Солженицына). Постановка Ю. Любимова

### МХАТ
- 1968 — «Дни Турбиных» М. Булгакова Постановка Л. В. Варпаховского
- 1975 — «Эшелон» Михаила Рощина. Постановка А. В. Эфроса
- 1976 — «Иванов» А. П. Чехова. Постановка О. Н. Ефремова
- 1978 — «Утиная охота» Александра Вампилова. Постановка О. Н. Ефремова, А. В. Мягкова
- 1979 — «Все кончено» Эдварда Олби. Постановка: Лилии Толмачёвой
- 1981 — «Наедине со всеми» Александра Гельмана. Постановка: О. Н. Ефремова
- 1985 — «Серебряная свадьба» Александа Мишарина. Постановка О. Н. Ефремова
- 1986 — «Тамада» А. Галина Постановка К. М. Гинкаса
- 1987 — «Колея» Владимира Арро. Постановка Леонида Хейфеца
- 2002 — «Нули» П. Когоута. Постановка Ян Буриан
- 2003 — «Учитель словесности» Валерия Семеновского. Постановка Николая Шейко
- 2004 — «Вишнёвый сад» А. П. Чехова. Постановка А. Я. Шапиро

### Государственный академический театр имени Е. Вахтангова
- 1971 — «Выбор» Алексея Арбузова. Постановка Л. В. Варпаховского

### Московский театр «Современник»
- 1971 — «Валентин и Валентина» М. М. Рощина. Постановка: Валерия Фокина
- 1974 — «Из записок Лопатина» К. М. Симонова. Постановка: Иосифа Райхельгауза
- 1977 — «Фантазии Фарятьева» Аллы Соколовой. Постановка: Лилии Толмачёвой
- 1977 — «А поутру они проснулись» В. М. Шукшина, Постановка — Иосифа Райхельгауза
- 1983 — «Восточная трибуна» А. М. Галина, Постановка — Л. Е. Хейфеца
- 1985 — «Навеки девятнадцатилетние» по Г. Бакланову, Постановка Валерия Фокина
- 1985 — «1945» Иосифа Райхельгауза, Постановка — Иосифа Райхельгауза
- 1986 — «Вдова Капет» Леона Фейхтвангера, Постановка — Михаила Али-Хусейна
- 1987 — «Плаха» по Ч.Айтматову, Постановка — Галины Волчек
- 1987 — «Стена» Александра Галина, Постановка — Романа Виктюка
- 1988 — «Звёзды на утреннем небе» А. Галина, Постановка — Галины Волчек
- 1997 — «Аномалия» Александра Галина, Постановка — Александра Галина
- 1998 — «Аккомпаниатор» Александра Галина, Постановка — Александра Галина

### «Ленком»
- 1992 — «Sorry…» А. М. Галина. Постановка — Глеба Панфилова
- 1995 — «Чешское фото» А. М. Галина. Постановка — А. М. Галина
- 2005 — «Пролетая над гнездом кукушки (Затмение)» К. Кизи. Постановка — Александр Морфов

### «Московский театр Олега Табакова»
- 1978 — «…И с весной я вернусь к тебе…» А. Н. Казанцева, Постановка: В. В. Фокин (премьера — 29 октября 1978)
- 1994 — «Ужин» Жана-Клода Брисвиля, Постановка: Андрей Смирнов (премьера — 10 марта 1994)
- 1994 — «Механическое пианино» А. А. Адабашьяна, Н. С. Михалкова. Постановка: О. П. Табаков, Реж.: Александр Марин (премьера — 27 ноября 1994)
- 1997 — «На всякого мудреца довольно простоты» А. Н. Островского, Постановка: О. П. Табаков (премьера — 24 декабря 1997)

### Школа современной пьесы
- 2002 — «Город» Евгения Гришковца. Постановка — Иосиф Райхельгауз

### «Эрмитаж»
- «Когда мы отдыхали» (1979)
- «Нищий, или Смерть Занда» Юрия Олеши (1986), Режиссер: Михаил Левитин
- «Маленький гигант большого секса» (1987), Реж. Евгений Каменькович
- «Сонечка и Казанова» Марины Цветаевой (1996), Режиссер: Михаил Левитин
- «Живой труп» Астора Пьяццолла, Льва Толстого (1999), Режиссер: Михаил Левитин
- «Безразмерное Ким-танго» Юлия Кима (1997), Режиссер: Михаил Левитин
- «Белая овца» Даниила Хармса (2000), Режиссер: Михаил Левитин
- «Снимок Бога» Михаила Ливитина (2000), Режиссер: Михаил Левитин
- «Эрендира и ее бабка» (2000), Режиссер: Михаил Левитин
- «Уроки русского по Михаилу Жванецкому» (2001), Режиссер: Михаил Левитин
- «Под кроватью» Фёдора Достоевского (2002), Режиссер: Михаил Левитин
- «Русский преферанс» (2002), Реж: Владимир Оренов

## Награды и премии
- Заслуженный деятель искусств РСФСР (14 августа 1989 года) — за заслуги в области советского искусства[3]
- Народный художник Российской Федерации (14 марта 1994 года) — за большие заслуги в области театрального искусства[4]
- Народный художник Украины (19 апреля 2004 года) — за весомый личный вклад в развитие культурных связей между Украиной и Российской Федерацией, многолетнюю плодотворную творческую деятельность[5]
- Государственная премия Российской Федерации в области изобразительного искусства 1997 года (6 июня 1998 года) — за сценографию спектаклей 1990—1996 годов «Самоубийца» Н. Эрдмана, «Медея» Еврипида в Московском театре драмы и комедии на Таганке и «Аномалия» А. Галина в Московском театре «Современник»[6]
- Премия Президента Российской Федерации в области литературы и искусства 2002 года (13 февраля 2003 года)[7].
- Член-корреспондент Российской Академии художеств (с 2001)
- Пражская квадриеннале: Золотая медаль (1971) и Гран-при (1975)
- «Золотая маска» (2001) — «Специальный приз жюри драматического театра и театра кукол» за работу в спектакле «Молли Суини»[8]
- Лауреат Международной премии им. К. С. Станиславского (2004)
- «Золотая маска» (2004) за работу в спектакле «Жизнь с идиотом»
- «Хрустальная Турандот» (2006, посмертно) — за спектакль «Затмение» («Ленком»)[9]
- «Золотая маска» (2007, посмертно) — за «Лучшую работу художника в драме»[10].

## Память
2 июля 2012 года в доме номер 3 в Большом Афанасьевском переулке открылся девятый филиал Театрального музея им. А. А. Бахрушина — Мемориальный музей «Творческая мастерская театрального художника Д. Л. Боровского».